# アーチー・ムーア
アーチー・ムーア（Archie Moore、1916年12月13日 - 1998年12月9日）は、アメリカ合衆国のプロボクサー。ミシシッピ州ベノイト出身。
全国ボクシング協会（NBA、現在のWBA）認定の元世界ライトヘビー級チャンピオン。
1955年9月21日にロッキー・マルシアノとの世界タイトル戦に臨み、9ラウンドでKOを喫して敗れている。マルシアノのプロボクサー人生最後の対戦相手がムーアであった。因みにマルシアノは1923年生まれであるため、ムーアの方が年上である。
また大変に選手寿命の長いボクサーであり、純粋なボクサー相手の最後の試合となったカシアス・クレイ（モハメド・アリ）戦は1962年、ムーア45歳の時であった。この時期にアメリカ遠征中のジャイアント馬場と異種格闘技戦を戦っている。

## 通算戦績
219戦 185勝（145KO） 23敗 10引き分け 1無効試合